# Wasting My Time
«Wasting My Time» es el primer sencillo de la banda estadounidense de rock alternativo Default en su primer álbum The Fallout. La canción hizo su radio y de vídeo de debut en el otoño de ese año y el sencillo fue lanzado en septiembre de 2001. "Wasting My Time" es la canción más conocida de Default, después de haber alcanzado el número 13 en los Billboard Hot 100 Chart de EE. UU. el 8 de junio de 2002 , número 3 en las listas de EE. UU. Modern rock, y el número 2 en las listas de EE. UU. Mainstream rock, justo detrás de Nickelback "How You Remind Me".

## Contenido
Esta canción es una balada con versos melódicos de canto y limpia, brillante recolección de la guitarra. Esto mueve en un contundente, coro lamentos y una distorsionada solo de guitarra como el interludio. "Wasting My Time" sigue siendo popular entre muchos aficionados al rock, ya que tiene características de varios géneros relacionados roca. La canción fue seleccionada por Billboard como la mejor canción de rock 18 de la década de los 2000.

## Vídeo musical
Un video musical fue filmado para la canción y se centra en una mujer que espera a su compañero. Finalmente se encuentran en el extremo y se abrazan. Actuación de la banda llena la mayor parte del vídeo y se lleva a cabo en el reloj de pulsera de la mujer con la parte superior que muestra el espectáculo de la ciudad a través del vidrio con las manecillas del reloj giran alrededor de la banda. El vídeo contiene escenas rodadas en el centro de Toronto, Ontario fuera del Westin Harbour Castle.

## Posicionamiento en lista
| Lista (2001–2002)                           | Posiciones |
| ------------------------------------------- | ---------- |
| Australia (ARIA)                            | 43         |
| Canada (Nielsen SoundScan)                  | 1          |
| Países Bajos (Mega Single Top 100)          | 97         |
| Nueva Zelanda (Recorded Music NZ)           | 37         |
| United Kingdom (The Official Chart Company) | 73         |
| U.S. Billboard Adult Top 40                 | 14         |
| U.S. Billboard Mainstream Rock Tracks       | 2          |
| U.S. Billboard Modern Rock Tracks           | 3          |
| U.S. Billboard Mainstream Top 40            | 11         |
| U.S. Billboard Hot 100                      | 13         |